# Petru Tulbure
Petru Tulbure (n. 13 iulie 1890, Bologa - d. ?) a fost un delegat în Marea Adunare Națională de la Alba Iulia, organismul legislativ reprezentativ al „tuturor românilor din Transilvania, Banat și Țara Ungurească”, cel care a adoptat hotărârea privind Unirea Transilvaniei cu România, la 1 decembrie 1918.:p. 286

## Biografie
A fost învățător confesional greco-catolic în localitățile Almaș și Bogdana, începând din 1910. După Marea Unire a fost învățător la Școala primară din satul Bogdana, iar în anii 1940-1944 a fost învățător la Poiana, sat înglobat în municipiul Turda.:p. 286